# ボイラー室

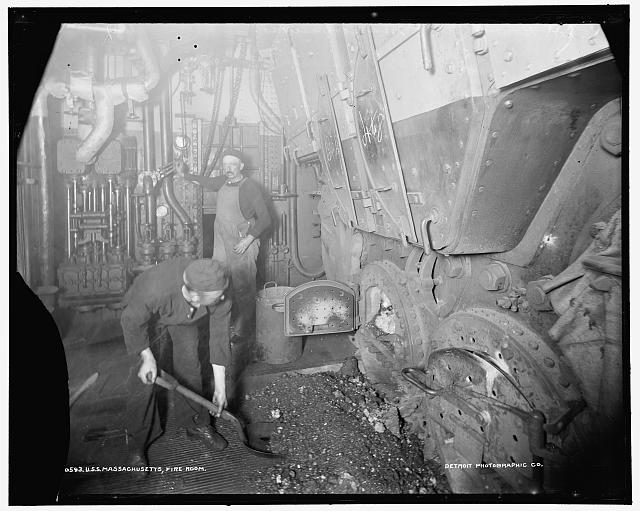
マサチューセッツ (BB-2)のボイラー室

船におけるボイラー室(英語: Boiler room)または火室(かしつ,英語: Fire room)とは、水を沸騰させる船内の空間である。ボイラー室の名称はイギリス海軍等で用いられる。この蒸気は直ちに船尾にある分離された機関室に運ばれ、船の動力として利用される。船の安全性と耐衝撃性を高めるため、必要な操作に必要な機械はいろいろな空間に分かれて設置されているが、ボイラー室もその一つであり、最も大きな仕切りで区切られている空間である。いくつかの船は、船首と船尾、右舷と左舷、複数のように複数配置される。いずれの部屋も煙突に接続される。
通常、ボイラー室は接続されているエンジンほどは複雑な構造ではないため、通常下級職員によって監視されていた。
大多数の船ではボイラー室は船尾に近い船底に設置され、通常は1区画にまとめられていた。このデザインは船舶の輸送要領を最大化した。いくつかの船ではボイラー室は中央に位置した。このデザインは1880年代から1990年代に建造された船舶に多い。

## 設備
船舶は概して異なる目的の複数のエンジンが設置されている。メインエンジン、または推進エンジンは船のスクリューを回し、水中で船を動かす。これらと接続されたボイラー室は概して重油（石炭から置き換えられた）を燃焼させる。これらは燃焼炉内につみあがった燃えカスを除く仕組みを持つ。。
蒸気船では、電力と推進力を生みだすための1機、または複数のボイラーをボイラー室に設けている。ボイラーから送られる高圧蒸気は機関室でレシプロエンジンもしくは動力タービンを動作させたり、タービン発電機を稼働するために用いられる。
軍艦は概して燃料の配合を変えることで多量の煙を作ることができた。これは、レーダーが使われる以前は、煙幕で船の動きを隠せたためである。

## ダメージコントロール
ボイラー室と機関室を分けることでダメージコントロールを高めることができる。これは機関室が破損した際、蒸気を別の機関室に運ぶことができるからである。また、機関室は直結するボイラー室が稼働不可になっても稼働し続けることも可能である。
1990年代初期に、ボイラー室を不要とする2種類の新技術が生まれた。一つは原子力船である。これは、もし核燃料格納庫が被害を受けた場合、当該格納庫だけを船から廃棄することが可能である。
2個目はすべての軍艦に内燃式のガスタービンを追加することである。これにより、ボイラーを使わず直接機関を動かすことができる。

## 安全性

### 火災予防措置
ボイラー室は高温でしばしば汚く、潜在的に危険である。ボイラー室には火災原因となる燃料が存在するため、技術員が常時監視し、さまざまな監視システムも備えている。

### 換気
ボイラー室は燃料点火操作時のいくつかの理由で空気提供が必要であり、そのために換気と結び付けられる。ボイラー室は換気によって要員が耐えられるよう冷却し続けなければならない唯一の場所でもある。そのため、エンジンの取り込み口と同じ大きさの無制限開孔構造がボイラー室にも必要である。
ボイラー室の強制換気は第二次世界大戦中に使われた。これは、エアロックの圧力調節を行う要員を必要とした。時折強制換気に失敗してバックファイアでボイラー室要員の死亡事故が発生し、船が放棄されることがあった。
共通して、間仕切りはエアフローを邪魔せぬようおおむね50%開けなくてはならないため、解放空間が適切に取られていた。この一般的な空調設備と十分な燃焼用空気の設備は著しく異なる。典型的な配置では追加換気で1,000立方フィート (28 m3)毎分 (CFM)以上必要である。これをエンジンが自身の動作のためにボイラー室から十分な空気を引き込まなくてはならない。しかしながら、この換気については通常取り込み口や排気口で行われる。

## 人員配置要件
点火中は、航行時だけではなく停泊時も要員配置される。例えば、アイオワ級戦艦は常時4機のボイラーが稼働する。これは、船を27ノット (50 km/h)に加速するのに十分な出力である。さらに加速する場合、全8機のボイラーが稼働する。いずれの状態でも監視のために最低4人の訓練された操作者が必要である。
1. ボイラー監督者 (BTOW)
2. 過熱蒸気発生装置バーナー操作者
3. 蒸気温度・蒸気圧管理者
4. スチーム・ドラム（英語版）の水量監視・制御者

加えて、稼働時にはボイラー室の伝達員や配管作業者も必要となる。

## 関連リンク
- 騒音
- 管制室（英語版）
- 船舶の動力（英語版）
- 船舶燃料管理（英語版）
- 機械室
- 電気室